# سقف (بناء)

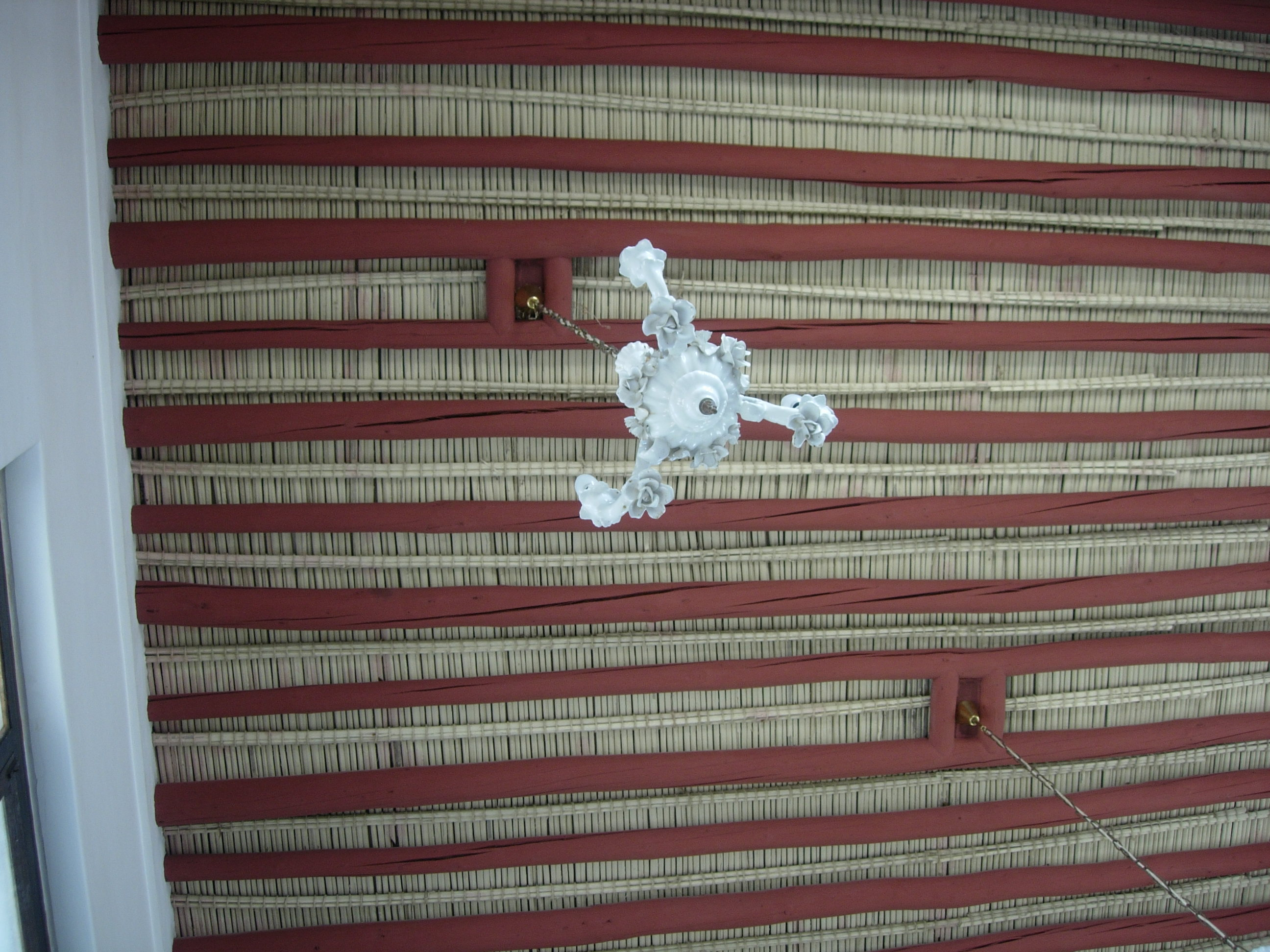
تسقيف قديم من الخشب والحصير في قصر الحصن في أبوظبي

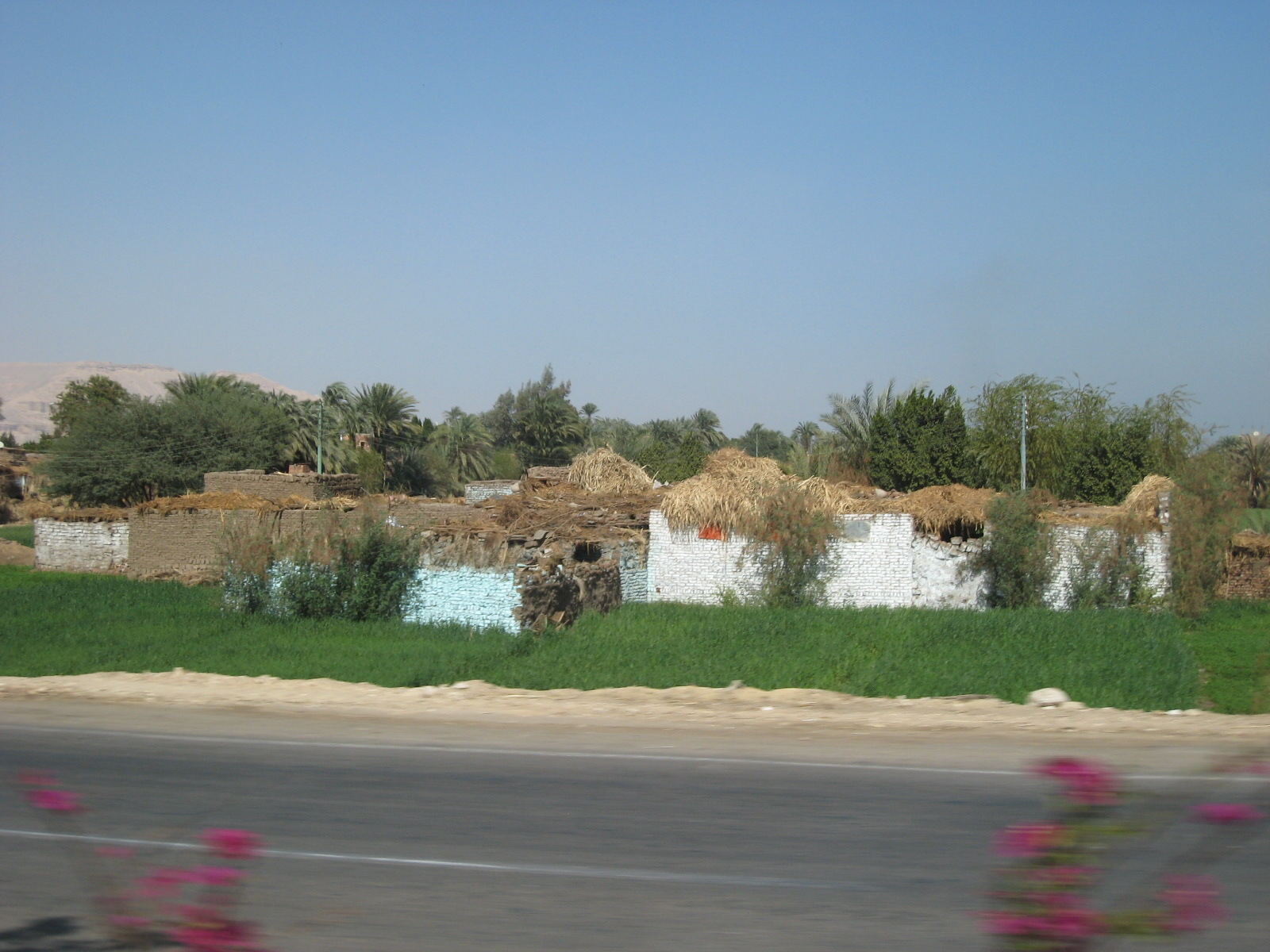
أسقف من القش لا تمنع المطر إذا سقط عن ديار فقراء الصعيد.

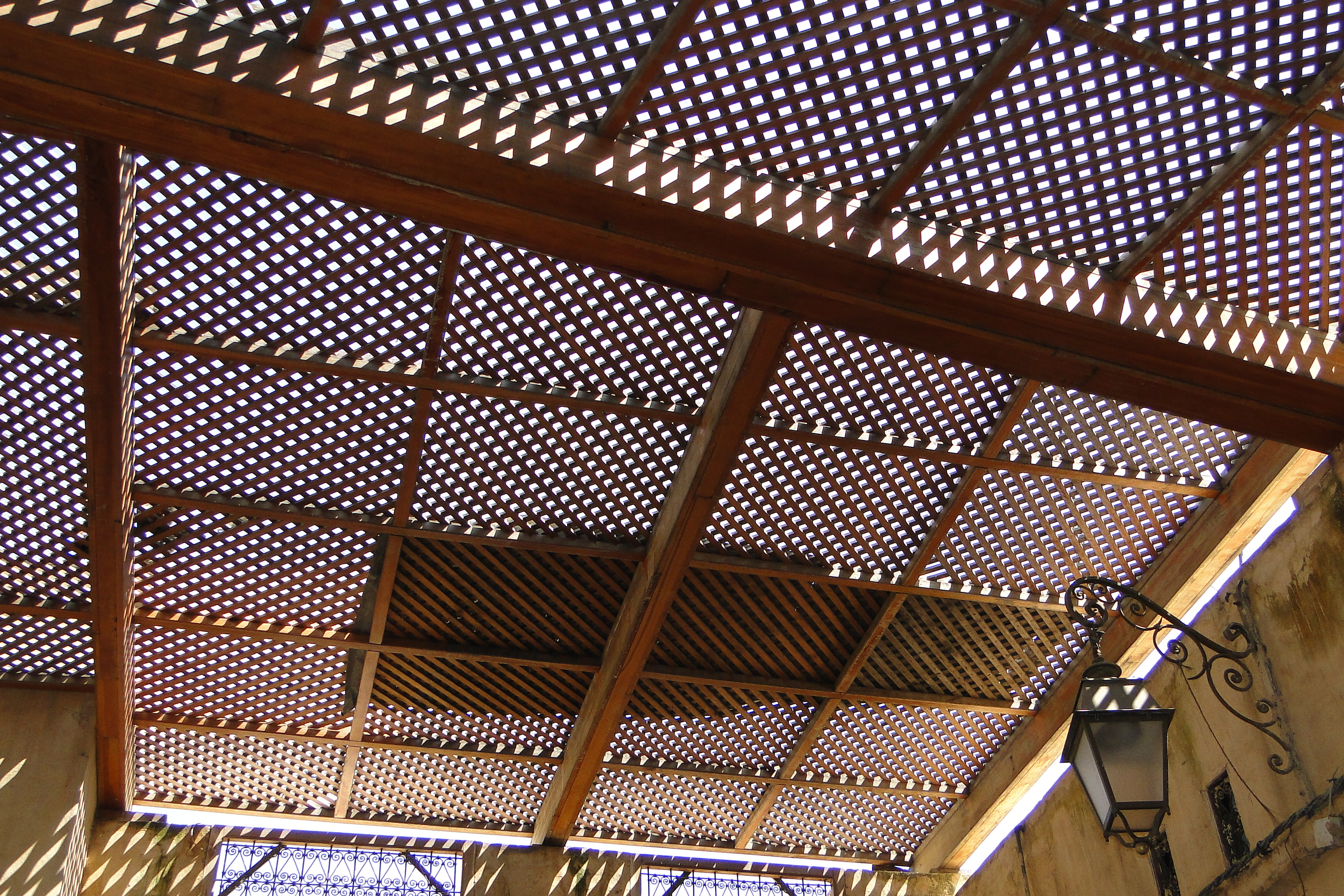
سقف خشبي في سوق بفاس

السقف هو السطح الداخلي العلوي الذي يحدد الحد الأعلى للفراغ. وقد لا يكون عنصر إنشائي، ولكنه السطح المٌكمل الذي يخفي الجانب السفلي من العناصر التي فوقه.
السقف هو عنصر معماري، وظيفتة هي تحديد الجزء العلوي للمبنى والحفاظ على المناطق الداخلية من العوامل المناخية. يسمى باني السقف سقافًا.

## أنواع الاسقف

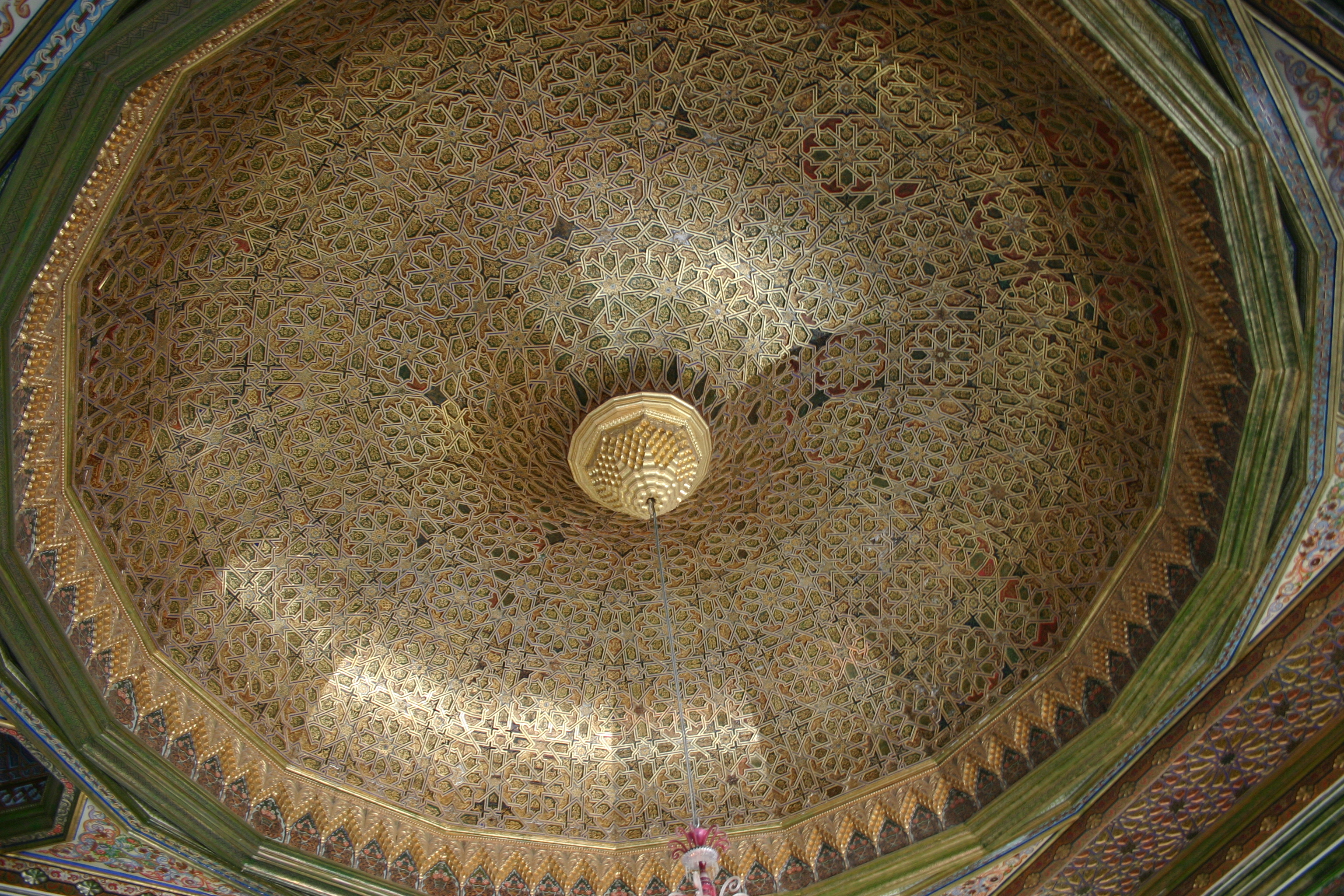
سقف مزخرف على الطراز الإسلامي بمتحف باردو تونس

1. الاسقف المعلقة
2. قبو

## أنواع الأسقف حسب طريقة الإنشاء
يتم تصنيف الأسقف بشكل عام إلى:
1. أسقف بلديه (قديمة) وهي الاسقف التي يتم تشيدها بالمواد البلدية كالاخشاب أو أوراق وأسعف النخيل أو الطين أو الطوب وغيره بطريقة معينة ومدروسة والاسقف البلدية أو القديمة تتوفر موادها من البيئة التي يبنى فيها وذلك لان الاسقف تصمم لمقاومه العوامل الخارجية والبيئية.
2. أسقف خرسانيه : وهي الأسقف التي تشيد من المونة الاسمنتيه المسلحة وهي ذات وزن كبير لذلك يسقف بها المباني المشيده من الطوب أو مباني الأساسات الشريطيه أوالهيكليه المشيده بنظام الأعمدة ولها عده أنواع.